# Midelt

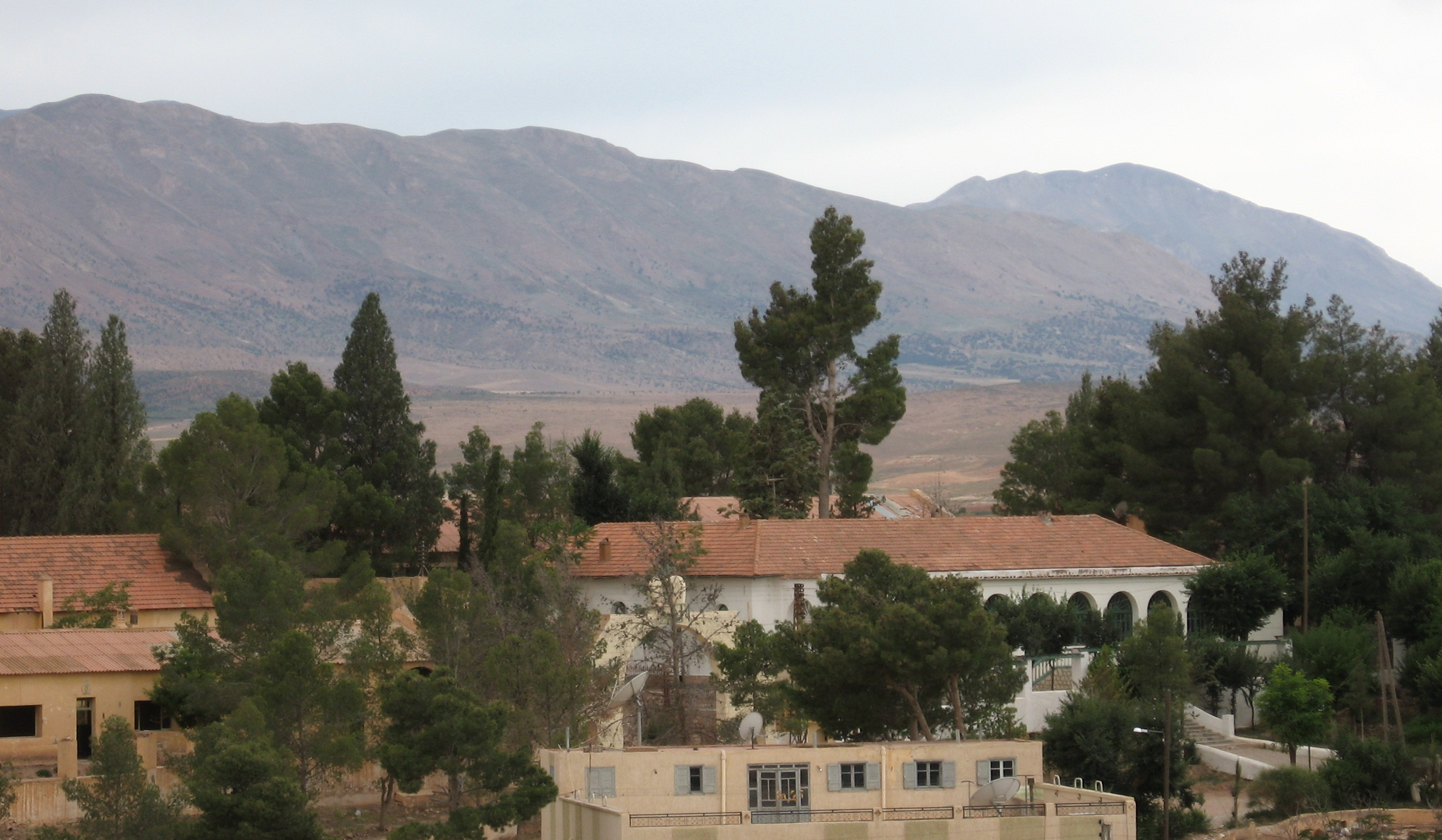
Midelt, med berget Jbel Ayachi i bakgrunden.

Midelt (arabiska ميدلت, berberspråk ⴰⵡⵟⴰⵟ, Awṭaṭ) är en stad i Marocko, belägen i provinsen med samma namn som är en del av regionen Drâa-Tafilalet. Folkmängden uppgick till 55 304 invånare vid folkräkningen 2014.